# وورونگه
وورونگه (به لاتین: Woronie) یک روستا در لهستان است که در گمینا بیلسک پودلاسکی واقع شده‌است.